# Lucky Thirteen (musikalbum)
Lucky Thirteen är ett studioalbum från 2007 av den svenske popartisten Vincent.

## Låtlista[1]
1. "Intro" (Vincent / JallaJinx)
2. "Farewell" (Vincent / Sophia Somajo)
3. "Miss Blue" (Vincent / Sophia Somajo / Grizzly)
4. "I Was Young" (Vincent / Petter Winnberg)
5. "In My Head" (Vincent / Sophia Somajo)
6. "Don't Hate on Me" (Vincent / Jukka Immonen / Patric Sarin)
7. "PARADISE" (Vincent / Sophia Somajo / Rasmus Seebach)
8. "Cool Me Off" (Vincent / Per Aldeheim)
9. "How to Rob a Bank" (Vincent / Mack Carr / Douglas Carr)
10. "Enemies" (Vincent / Mathias Wollo)
11. "Tell Me (feat. Marcus)" (Marcus Berg / Vincent / Sophia Somajo)
12. "Walking Crooked on a Straight Line" (Vincent / Billy Mann / MaschoPsycho)
13. "Halleluja" (Vincent / Grizzly / Tysper / Mack)
14. "Jasmine (outro)" (Vincent / JallaJinx)